# (7122) Iwasaki
(7122) Iwasaki (1989 EN2) – planetoida z pasa głównego asteroid okrążająca Słońce w ciągu 3,23 lat w średniej odległości 2,18 j.a. Odkryta 12 marca 1989 roku.